# 조이 + 로리
조이 + 로리(Joey + Rory)는 미국의 컨트리 듀오이다. 조이와 로리는 부부 관계이다. 대표곡은 "Cheater, Cheater", "When I'm Gone"이다. 2014년 6월, 아내 조이는 자궁 경부암으로 진단 되었다. 그 후 암이 대장에까지 전이되었다. 2015년 10월, 남편 로리는 조이의 암이 말기이며 그녀의 모든 치료를 중단했다고 밝혔다. 2016년 3월 4일, 조이는 40세의 나이로 남편 곁에서 숨을 거뒀다.